# Elsässer Belchen
Der Elsässer Belchen (französisch Ballon d’Alsace, Aussprache [baˌlõ dalˈzas]), auch Welscher Belchen, ist ein 1247 m hoher bedeutender Berg im Elsass im Süden der Vogesen. Dort berühren sich die Regionen Grand Est und Bourgogne-Franche-Comté.
Der Berg ist im Radsport unter seinem französischen Namen Ballon d'Alsace bekannt, da er im Jahr 1905 das Herzstück der ersten Bergetappe der Tour de France war.

## Lage und Geographie
Das Massiv des Elsässer Belchen fällt zu drei stark gegliederten Talräumen hin ab: nach Süden verläuft das Tal der Savoureuse zur Burgundischen Pforte hin, nach Nordwesten entwässern zahlreiche Felsenkessel in die Mosel, und im Osten des Berges beginnt mit schroffen Felsabstürzen zum Lac d’Alfeld hin das Tal der Doller. Über den Gipfel verläuft damit die Wasserscheide zwischen Nordsee und Mittelmeer. Das Gebiet um den Elsässer Belchen ist eine der niederschlagsreichsten Gegenden Frankreichs.
Das Gipfelgebiet gehört zu vier Gemeinden, vier Départements und zwei Regionen:
- Sewen (Haut-Rhin, Region Grand Est);
- Saint-Maurice-sur-Moselle (Vosges, Region Grand Est);
- Plancher-les-Mines (Haute-Saône, Region Bourgogne-Franche-Comté);
- Lepuix (Territoire-de-Belfort, Region Bourgogne-Franche-Comté).

Der Elsässer Belchen war mythologisch bedeutend als westlicher Eckpunkt des Belchen-Dreiecks und als Zentralpunkt des Belchen-Systems.

## Nutzung
Das Gebirgsmassiv im Regionalen Naturpark Ballons des Vosges wird wegen seiner abwechslungsreichen, an Felsen, Seen und Wasserfällen reichen Landschaft und auch der reinen Luft wegen von zahlreichen Wanderern frequentiert. Vom Gipfel aus bietet sich vor allem in Richtung der Schweizer Alpen bis hin zum Mont Blanc ein umfassendes Panorama.
Weitere Aktivitäten sind Mountainbiking und Gleitschirmfliegen. Im Wintersportgebiet sind Abfahrten möglich und Skilanglauf.

## Fremdenverkehr und Passstraße
Unterhalb des Gipfels des Elsässer Belchens verläuft die Passstraße des Col du Ballon d’Alsace, deren höchster Punkt auf 1171 Metern Seehöhe liegt. Die Straße verbindet das Moseltal im Nordwesten mit den Tälern der Savoureuse im Süden und der Doller im Osten. Die Nord-Süd-Verbindung führt von Saint-Maurice-sur-Moselle über die D465 nach Giromagny, während die Ost-Verbindung von Sewen aus über die D466G verläuft.
Die Nordauffahrt von Maurice-sur-Moselle weist auf einer Länge von rund neun Kilometern eine durchschnittliche Steigung von 6,8 % auf. Sie verläuft durch bewaldetes Gebiet und führt bei gleichbleibender Steigung über acht Kehren auf die Passhöhe. Die Südauffahrt von Giromagny ist mit 16,4 Kilometern deutlich länger, wobei die Steigung auf den ersten 4,5 Kilometern mit rund 2 % gering ist. Bei Malvaux nimmt die Steigung zwar zu, bleibt mit rund 6 % jedoch weiterhin moderat. Im oberen Teil werden sieben Kehren in bewaldetem Gebiet absolviert, ehe man kurz nach der Kreuzung mit der D466G in offenes Gelände gelangt. Hier flacht die Straße zunächst ab, ehe die letzten Meter eine maximale Steigung von über 8 % aufweisen. Die Ostauffahrt, die ihren Ausgangspunkt in Sewen hat, weist die höchsten Steigungsprozente auf. Nach einem anfänglichen zwei Kilometer langen Flachstück beginnt die Straße unterhalb des Lac d’Alfeld mit rund 6 % anzusteigen und verläuft dabei über mehrere enge Kehren- und Kurven-Kombinationen. Auf der Höhe des Lac d’Alfeld flacht die Straße kurz ab, ehe es im Anschluss für fünf Kilometer mit einer durchschnittlichen Steigung von 8,4 % bergauf geht. Am Ende des Steilstücks erreicht man den Parkplatz des Langenberg, wo die Straße für rund zwei Kilometer annähernd flach verläuft. Die letzten zwei Kilometer der Ostauffahrt werden auf der D465 zurückgelegt.

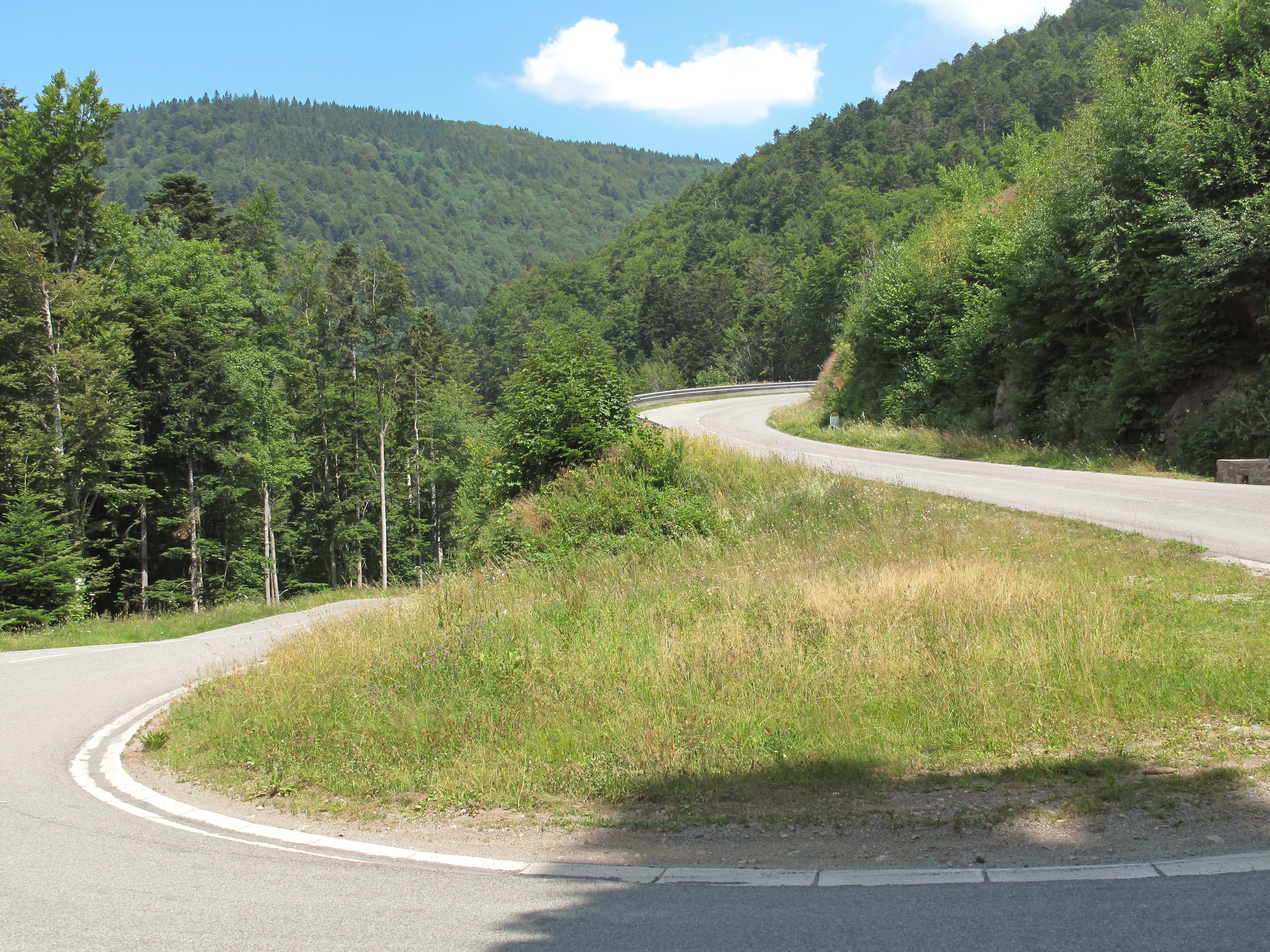
Straße zum Gipfel
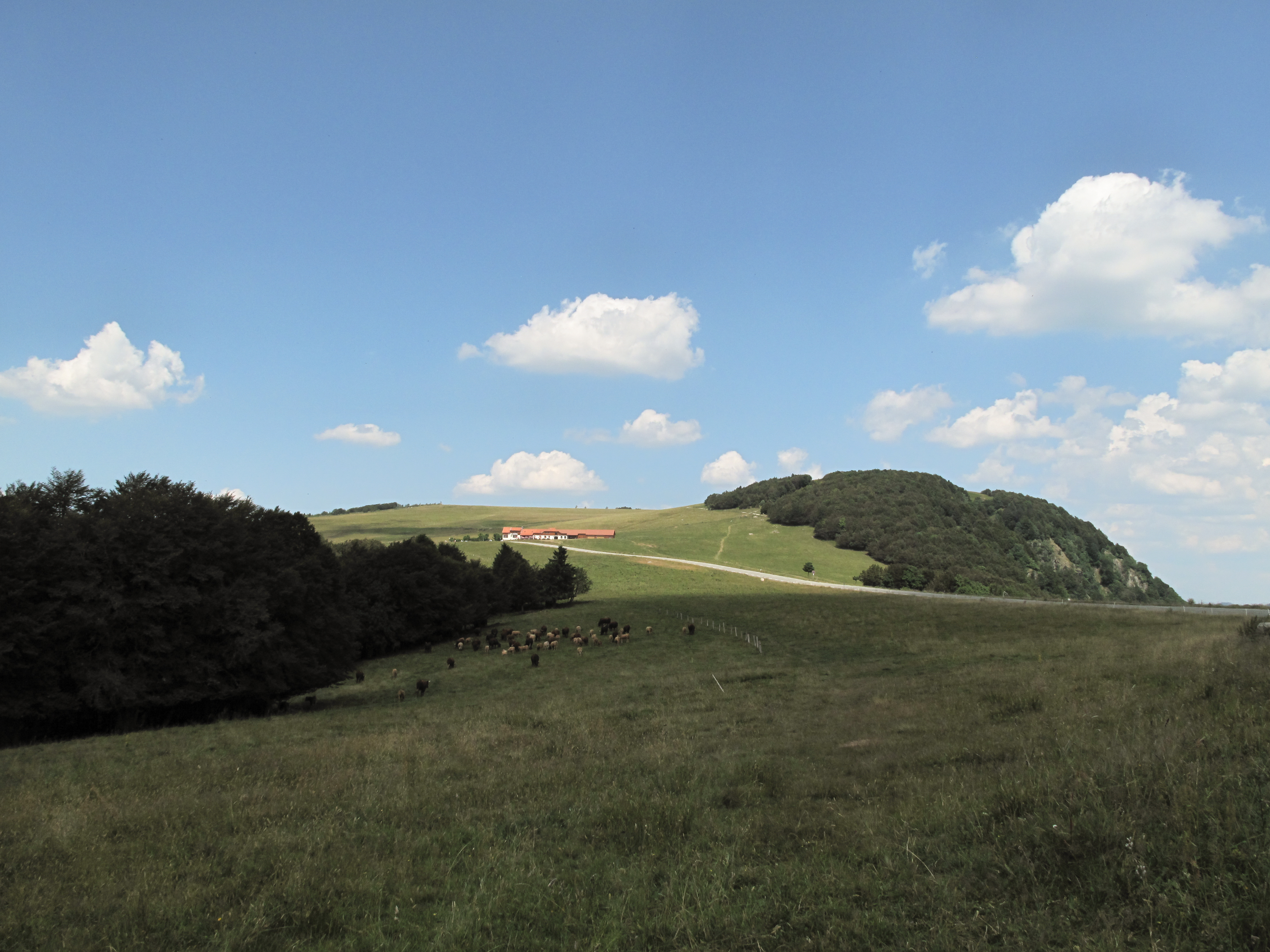
Südseite des Gipfels
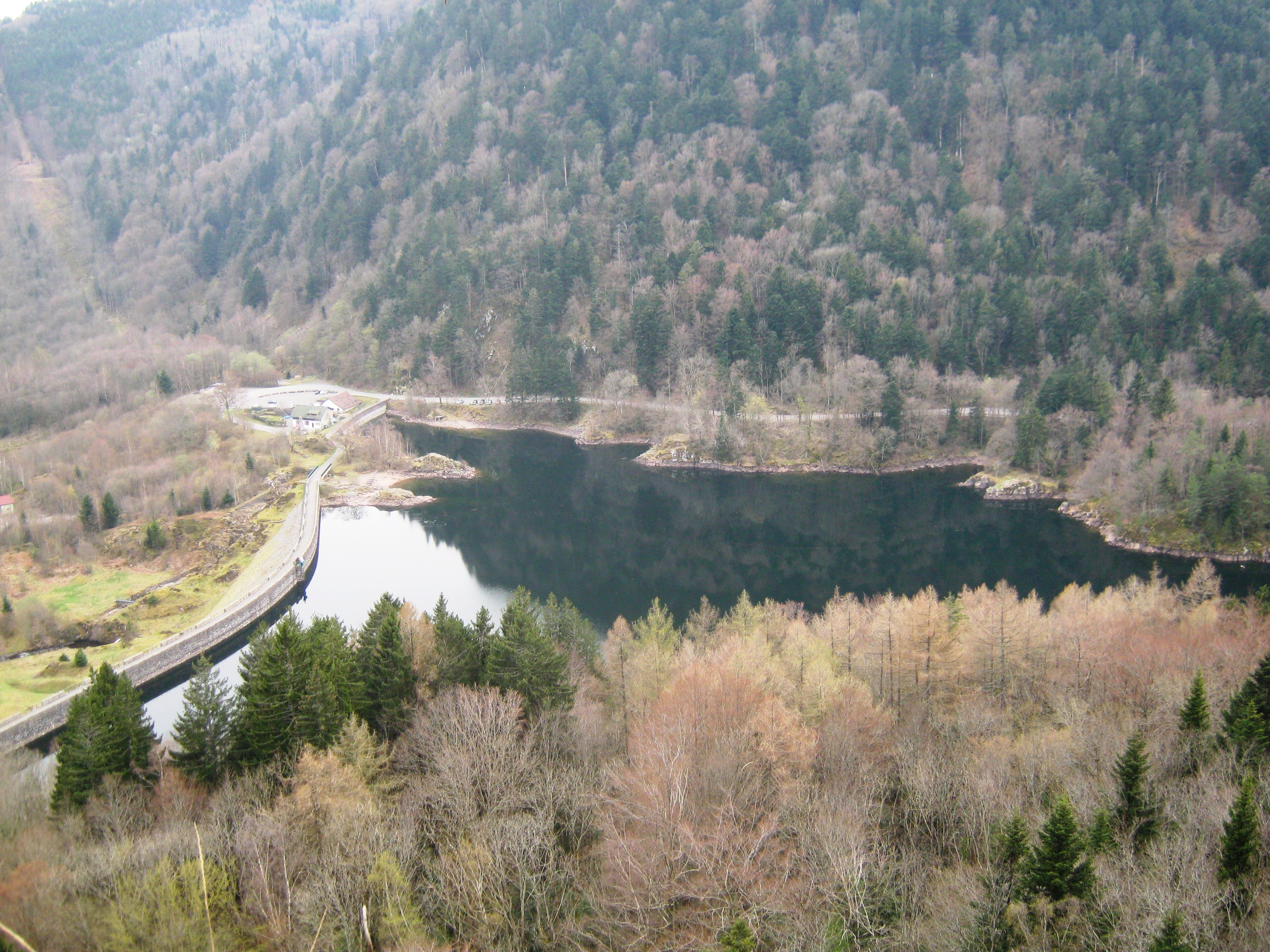
Der Lac d'Alfeld mit der Ostauffahrt im Hintergrund

## Tour de France

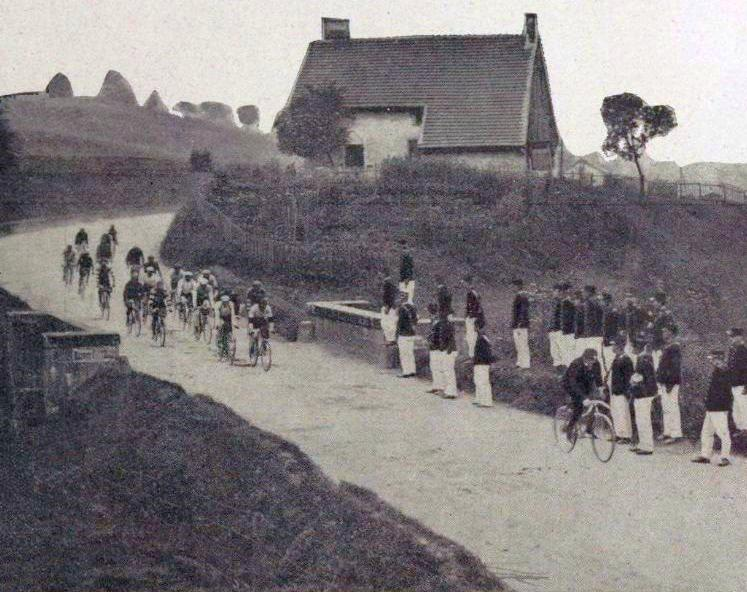
Die Tour de France 1906 auf der Passhöhe des Col du Ballon d'Alsace

Bei ihrer dritten Austragung im Jahr 1905 führte die Tour de France auf der 2. Etappe von Nancy nach Besançon (299 km) und überquerte dabei den Col de Ballon d’Alsace. Heutzutage wird jener Abschnitt als die erste Bergetappe der Frankreich-Rundfahrt bezeichnet. Mit einer Höhe von 1173 Metern überragte der Pass den Col de la République (1161 m), der bereits bei den ersten zwei Austragungen des Rennens befahren wurde, jedoch um nur wenige Meter. Die Idee die Tour de France über den Pass und somit durch die Vogesen zu führen, geht auf den Luxemburger Alphonse Steinès zurück, der den Tour-Direktor Henri Desgrange dazu animierte, schwerere Anstieg in das Programm der Rundfahrt aufzunehmen. Desgrange fürchtete zunächst, dass die neun Kilometer lange Nordauffahrt (7 % im Schnitt) des Ballon d’Alsace eine zu große Schwierigkeit für die Fahrer darstellen würde, willigte später jedoch ein.

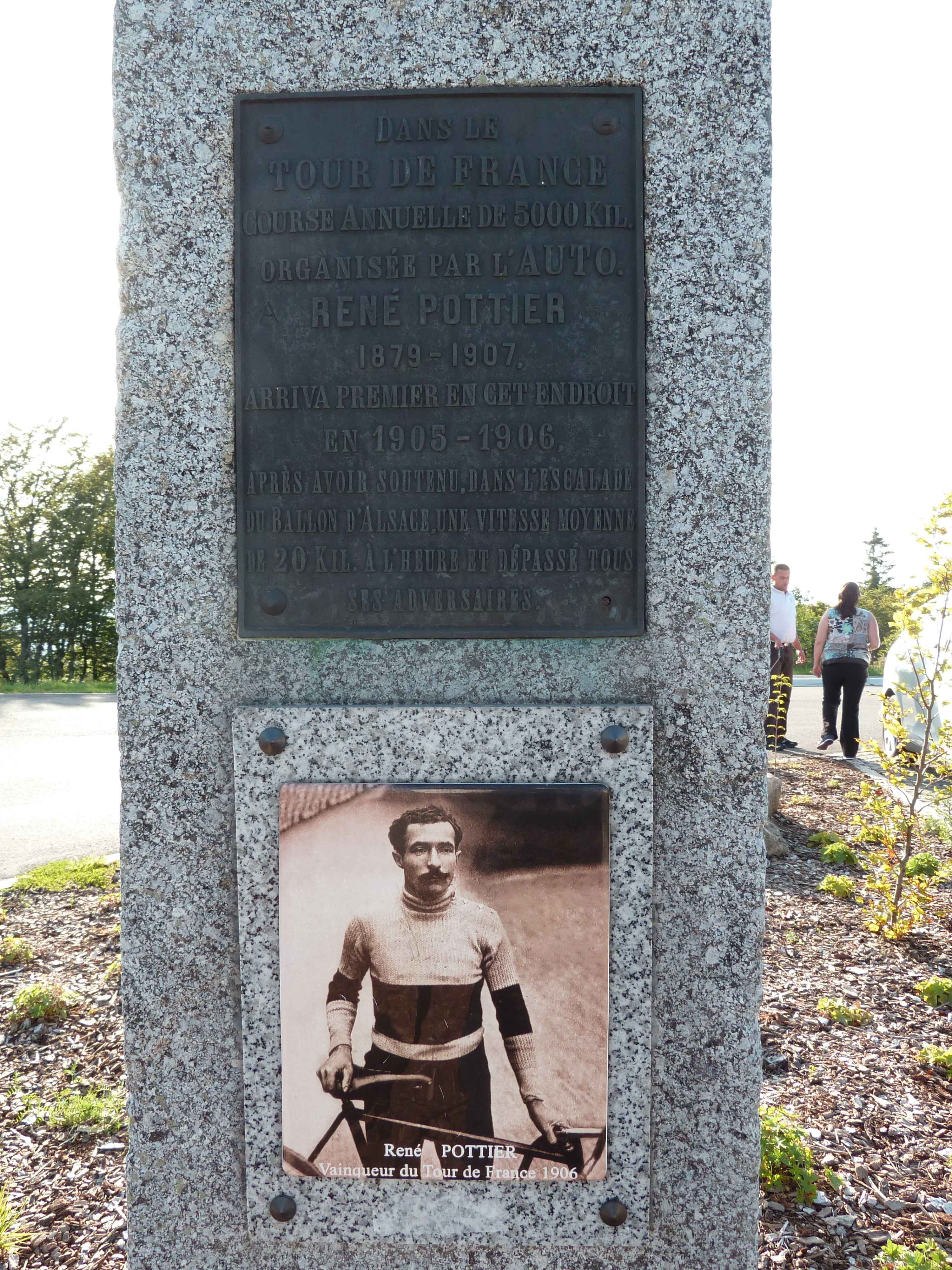
Tafel zur Erinnerung an René Pottier, der den Pass als erster Fahrer bei der Tour de France 1905 überquerte

Am 11. Juli des Jahres 1905 nahm das Peloton erstmals den Ballon d’Alsace in Angriff. Nachdem die Fahrer am Fuße des Anstiegs ihre Räder gewechselt hatten, um eine passende Übersetzung für die Auffahrt zu haben, setzten sich die Franzosen Henri Cornet und René Pottier von ihren Konkurrenten ab. Berichten zufolge absolvierten die beiden den Anstieg mit einer Geschwindigkeit von rund 20 km/h, ehe René Pottier als erster Fahrer die Passhöhe erreichte. Für seine Leistung erhielt er später von der Zeitung L’Auto die Auszeichnung des meilleur grimpeur (besten Kletterers), die als Vorläufer der Bergwertung gilt. Zudem erinnert noch heute eine Tafel auf der Passhöhe an René Pottier, der die Etappe zwar nicht gewann, jedoch das Gelbe Trikot übernahm, ehe er die Rundfahrt vier Tage später auf der 3. Etappe aufgab. Nur wenige Tage später führte die Tour de France auf der 5. Etappe mit dem Col Bayard (1246 m) über einen neuen höchsten Pass. Der Col de Ballon d’Alsace gewann in den Folgejahren dennoch zusehends an Bedeutung, da die Vogesen-Etappe ab dem Jahr 1907 im nahe gelegenen Belfort endete, das nur rund 30 Kilometer von der Passhöhe entfernt liegt. Auch als Alphonse Steinès den Tour-Direktor neuerlich dazu überredete, die „Große Schleife“ zunächst durch die Pyrenäen (1910) und ein Jahr später auch über die hohen Alpenpässe zu führen, blieb der Ballon d’Alsace ein Fixpunkt des Rennens.
Im Jahr 1913 wechselte die Tour de France ihre Fahrtrichtung und wurde erstmals gegen den Uhrzeigersinn gefahren. Dies führte dazu, dass der Ballon d’Alsace nach den Pyrenäen- und Alpenpässen absolviert wurde. Im Kampf um das Gelbe Trikot spielte der Pass in den Jahren 1913 und 1914 jedoch nur eine geringe Rolle. Im Jahr 1914 wurde einen Tag nach der Nordauffahrt erstmals auch die Südauffahrt des Anstiegs in der frühen Rennphase genutzt. Nachdem der Erste Weltkrieg in den Jahren 1914–1918 eine Zwangspause der Tour de France bedingt hatte, kehrte der Anstieg erst im Jahr 1930 wieder ins Programm der Rundfahrt zurück. Die Organisatoren nutzten erneut die Nordauffahrt von Saint-Maurice-sur-Moselle, ehe die Etappe in Belfort zu Ende ging. Ab dem Jahr 1933 wurde die „Große Schleife“ erneut im Uhrzeigersinn gefahren, wodurch der Ballon d’Alsace erneut zu Beginn der Rundfahrt (4. Etappe) auf dem Programm stand. Bis ins Jahr 1937 kehrte der Pass erneut als Fixpunkt ins Programm der Tour de France zurück, ehe er erneut aus dem Programm gestrichen wurde.
Nach dem Zweiten Weltkrieg, der in den Jahren 1940 bis 1946 erneut für eine Unterbrechung der Tour de France sorgte, passierte das größte Radrennen der Welt den Ballon d’Alsace nur zehn weitere Mal, wobei vier Bergankünfte auf der Passhöhe stattfanden. Die erste Befahrung nach dem Jahr 1937 erfolgte bei der Tour de France 1952, als der Franzose Raphaël Géminiani als erster Fahrer die zwischenzeitlich eingeführte Bergwertung auf der Passhöhe gewann. Die damals absolvierte Nordauffahrt wurde als Anstieg der 2. Kategorie klassifiziert. Im Jahr 1961 erfolgte eine weiter Überquerung, ehe in den Jahren 1967, 1969, 1972 und 1979 Bergankünfte auf dem Ballon d’Alsace stattfanden. Bei diesen wurde stets die bekanntere Nordseite genutzt, die ab dem Jahr 1969 als Bergwertung der 1. Kategorie klassifiziert wurde. Eddy Merckx konnte mit seinem Etappensieg auf dem Ballon d’Alsace im Jahr 1969 das Gelbe Trikot zurückerobern, gab dieses auf den nachfolgenden Etappen nicht mehr ab und feierte seinen ersten von insgesamt fünf Gesamtsiegen bei der Tour de France. Neben dem Belgier siegten auch Lucien Aimar, Pierre-Raymond Villemiane und Bernard Thévenet auf dem Vogesen-Anstieg. Nach den vier Bergankünften folgten in den Jahren 1982, 1997, 2005 und 2019 die bislang letzten Überquerungen des Passes. In diesen Austragungen wurde in erster Linie die Ostauffahrt über den Lac d’Alfeld genutzt. Mit Ausnahme des Jahres 1997 wurde der Ballon d’Alsace auch weiterhin als Bergwertung der 1. Kategorie klassifiziert.
Die Tour de France 2023 führte auf der 20. Etappe über die selten genutzte Südauffahrt. Der Ballon d’Alsace wurde auf der letzten Bergetappe durch die Vogesen jedoch als erster von insgesamt fünf kategorisierten Anstiegen überquert. Sieger der Bergwertung war der Italiener Giulio Ciccone.
| Jahr  | Etappe     | Bergwertung  | Erster am Gipfel          | Auffahrt |
| ----- | ---------- | ------------ | ------------------------- | -------- |
| 1952  | 08. Etappe | 2. Kategorie | Raphaël Géminiani         | Nord     |
| 1961  | 06. Etappe | 2. Kategorie | Jef Planckaert            | Nord     |
| 1967* | 08. Etappe | 2. Kategorie | Lucien Aimar              | Nord     |
| 1969* | 06. Etappe | 1. Kategorie | Eddy Merckx               | Nord     |
| 1972* | 17. Etappe | 1. Kategorie | Bernard Thévenet          | Nord     |
| 1979* | 13. Etappe | 1. Kategorie | Pierre-Raymond Villemiane | Nord     |
| 1982  | 02. Etappe | 1. Kategorie | Bernard Vallet            | Ost      |
| 1997  | 18. Etappe | 2. Kategorie | Didier Rous               | Ost      |
| 2005  | 10. Etappe | 1. Kategorie | Michael Rasmussen         | Nord     |
| 2019  | 06. Etappe | 1. Kategorie | Tim Wellens               | Ost      |
| 2023  | 20. Etappe | 2. Kategorie | Giulio Ciccone            | Süd      |

* Bergankunft